# 青山淳平
青山 淳平（あおやま じゅんぺい、本名・河野健、1949年（昭和24年）11月15日 - ）は、日本の小説家。
山口県下関市長府出身。愛媛県松山市在住。

## 人物
幼少期を貧しい家庭で過ごす。高校卒業後3年間、東京と名古屋で働き、昭和46（1971）年、松山商科大学（現松山大学）入学。
昭和52年（1977年）に松山商科大学（現・松山大学）大学院修了後、平成22年（2010年）年まで愛媛県内の県立高校社会科教諭を務める。この間、同人誌で小説を発表。全国紙や文学雑誌の同人雑誌評で高い評価を受ける。
平成24（2012）年から5年間、愛媛銀行企画広報部参与として愛媛銀行百年史を執筆監修。これまで幅広い分野をテーマに小説、評伝などを上梓している。
2度の新日本文学賞では、第27回（1997年）の小説『司令の桜～人と歴史の物語』で候補。第28回（1998年）の評伝「資本が文化をこわす」で佳作になったものの、1998年10月号に掲載された・。
小説集『司令の桜～人と歴史の物語』の中に収められた「松山ロシア物語」が平成17（2005）年に南海放送で『松山捕虜収容所外伝～ソローキンの見た桜』のタイトルでラジオドラマ化され、第1回日本放送文化大賞を受賞。映画『ソローキンの見た桜』（2019年3月、全国公開）の原案者でもある。

## 主な著書
- 『司令の桜～人と歴史の物語』社会思想社　2001年
- 『夢は大衆にあり～小説・坪内寿夫』中央公論新社　2004年
- 『長英逃亡潜伏期～高野長英と伊達宗城』光人社　2008年
- 『明治の空～至誠の人・新田長次郎』燃焼社　2009年
- 『小説・修復腎移植』本の泉社　2013年
- 『「坊ちゃん」の漢学者はなぜ惨殺されたか』郁朋社　2019年
- 『それぞれの新渡戸稲造』本の泉社　2020年
- 『一遍はいずこへ』本の泉社 2023年

## ノンフィクション（評伝）
- 『人、それぞれの本懐』社会思想社 1999年 第15回愛媛出版文化賞[5]
- 『海市（かいし）のかなた～戦艦陸奥引揚げ』中央公論新社 2001年
- 『海にかける虹～大田中将遺児アキコの歳月』日本放送出版協会 2003年
- 『「坂の上の雲」と潮風の系譜～司馬遼太郎が敬愛した日本人』光人社 2005年
- 『海は語らない～ビハール号事件と戦犯裁判』光人社 2006年
- 『腎臓移植最前線～いのちと向き合う男たち』光人社 2007年
- 海運王・山下亀三郎～山下汽船創業者の不屈の生涯』光人社 2011年
- 『ひめぎん物語』愛媛銀行 2015年